# 社会党 (阿根廷)
社会党（西班牙語：Partido Socialista，缩写为PS）是阿根廷的一个中间偏左政党。该党成立于1896年6月28日，由民主社会党和人民社会党合并而成。该党的意识形态是社会民主主义、民主社会主义。该党的领袖是Antonio Bonfatti。该党的总部位于布宜诺斯艾利斯。该党是进步联盟、拉美加勒比政党常设会议、圣保罗论坛和拉美社会主义协调的成员
。